# Fawley Court
Fawley Court – XVII-wieczny dwór z rozległym parkiem nad Tamizą, w Fawley koło Henley-on-Thames, w angielskim hrabstwie Buckinghamshire. Posiadłość historyczna w malowniczym otoczeniu, w której się mieściło polskie muzeum i biblioteka, była przez ponad pół wieku popularną polską placówką i centrum polskiej oświaty, aż do jego kontrowersyjnej sprzedaży w 2009 roku, przez oo. Marianów. W parku jest zabytkowy polski kościół pod wezwaniem św. Anny dla upamiętnienia Anny Lubomirskiej, matki fundatora, Stanisława Radziwiłła. Fawley Court jest zapisany w rejestrze English Heritage jako zabytek Pierwszej Kategorii.

## Historia

### Początki
Za czasów króla Edwarda ‘wyznawcy’ w 1065 r. Domesday Book oświadcza iż teren należał do hr. Tosti, jako gmina zwana 'Fawley'. Sama nazwa ‘Fawley’ ma dwa możliwe pochodzenia, przed podbojem w 1066 r. Domesday Book mówi o terenie jako Falelie – od koloru lasu, czyli ‘fallow’ w starym angielskim (stąd ‘fallow deer’, sarny koloru lasu). Po francusko-normandzkim najeździe, dochodzi litera ‘v’, stąd francuskie ‘fav’ lub ‘fauve’, czyli 'zwierzyna', co by oznaczało, że tu był teren do polowania na sarny.
Po Podboju normandzkim król Wilhelm Zdobywca oddał Fawley Manor swemu krewnemu, Walter Giffardowi, jednemu z redaktorów Domesday Book. Jego administrator, Herbrand de Sackville, zajmował się gospodarstwem kiedy trwał spis ziem angielskich. Od 1086 do 1477 majątek należał do rodziny Sackville do momentu kiedy spadkobierczyni, Margery, poślubiła Thomas Rokes, w 1477 r.

### Okresneoklasycyzmu

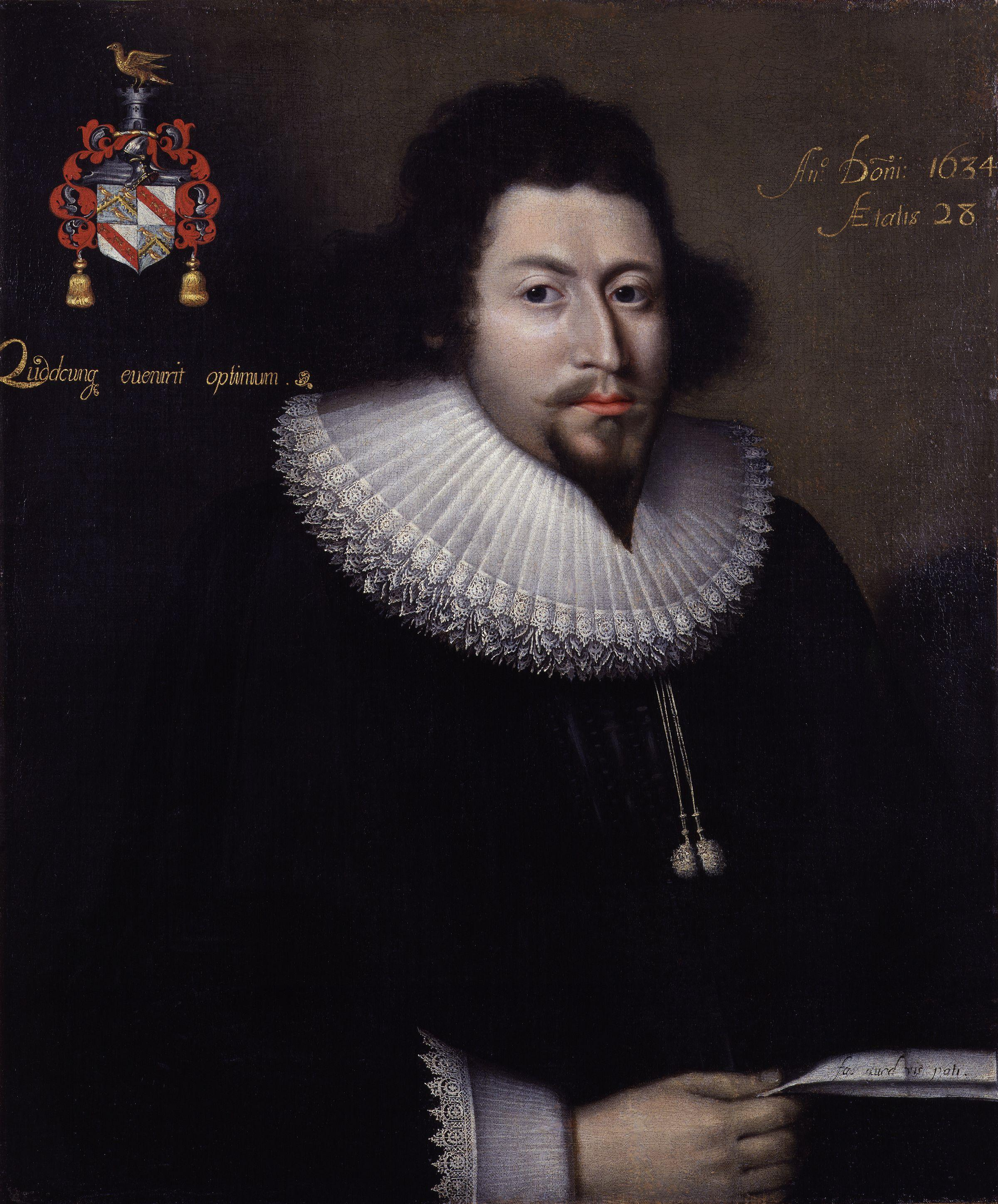
Bulstrode Whitelocke z NPG w Londynie

W 1616 r., Fawley zostało kupione przez sędziego, Sir James Whitelocke. On to nabył poboczne posiadłości, Phyllis Court i Henley Park. Jego syn, Sir Bulstrode Whitelocke, też sędzia, był także posłem do parlamentu. W czasie Wojny Domowej, na terenie Fawley odbywały się walki między stronnictwem parlamentarnym i rojalistami pod dowództwem ks. Ruperta Reńskiego. Ponieważ Bulstrode Whitelocke był po stronie parlamentarnej, to rojaliści pod dowództwem Sir John Byron zniszczyli mu dwór, a w 1642 r. byli tu zakwaterowani. W 1684 r. dworek był całkowicie odbudowany dla nowego gospodarza, Williama Freemana, kupca i właściciela plantacji oraz niewolników na wyspach karaibskich. Obszerny nowy dom miał być według projektu Sir Christophera Wrena, stylem przypominający budynek Królewskiego Obserwatorium Astronomicznego w Greenwich. Dwupiętrowy dom z czerwonej cegły i kamienia jest kanciasty, typowy w stylu późnego XVII wieku. W środku jest symetryczny. Wejście składa się z portyku w jońskim stylu.
W czasie rewolucji chwalebnej w roku 1688, Wilhelm III Orański przebywał w Fawley Court w drodze z Torbay do Londynu. W tym okresie, ok. 1690, dopiero wykańczano eleganckie plafony gipsowe z herbami Freemanów i Baxterów, rodziny żony Williama.

### Okresoświecenia
Po śmierci Freemana dwór przeszedł na jego bratanka, Johna Cooke’a, kupca i architekta, który musiał zmienić nazwisko na Freeman; należał do ‘Society of Antiquaries’ (Towarzystwa antykwariuszy), zbudował w parku świątynię gotycką oraz mauzoleum dla rodziny Freeman, według stylu Caecilla Metella w Rzymie.

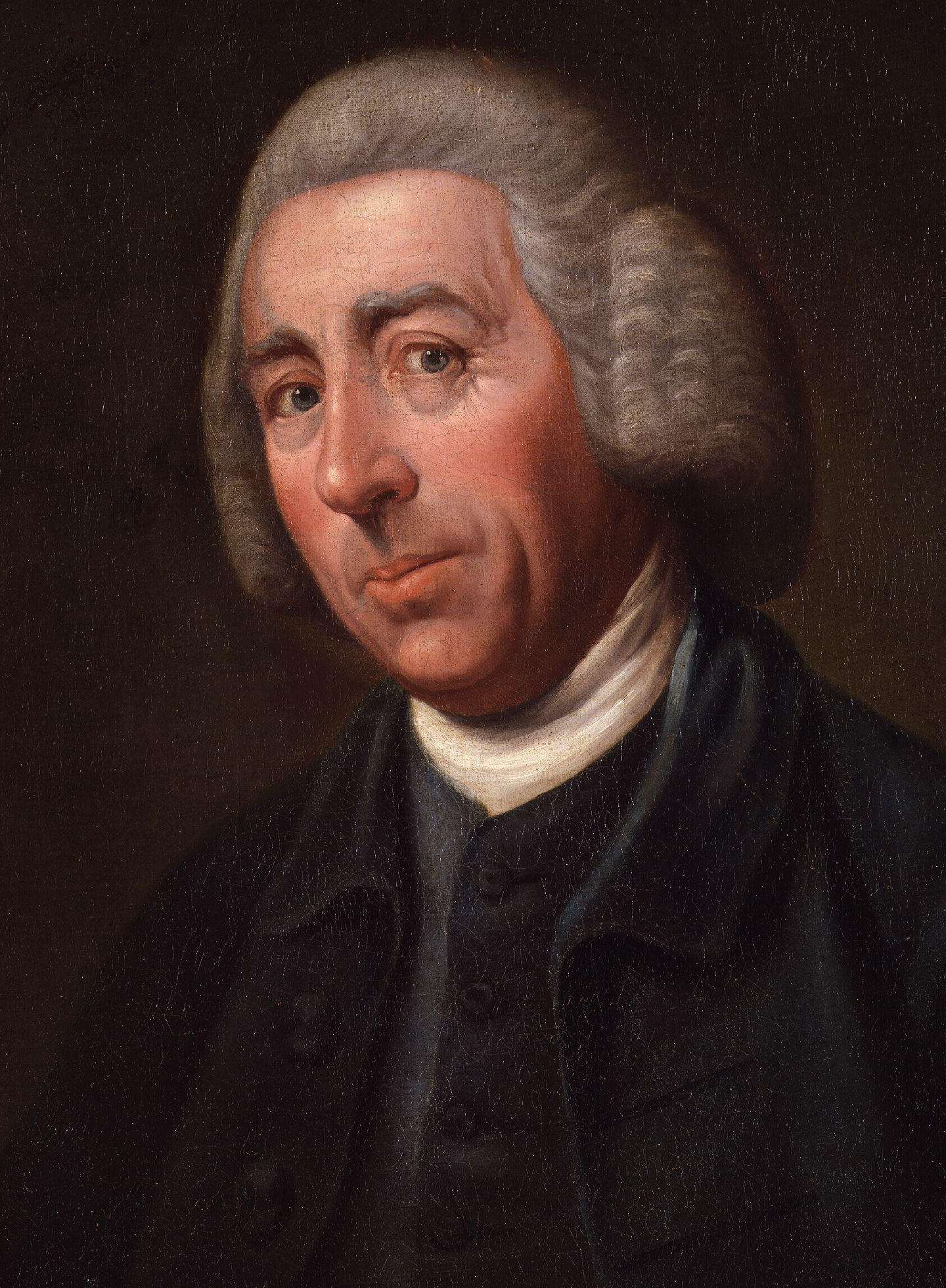
Lancelot (‘Capability’) Brown portret architekta, pędzla Nathaniel Dance

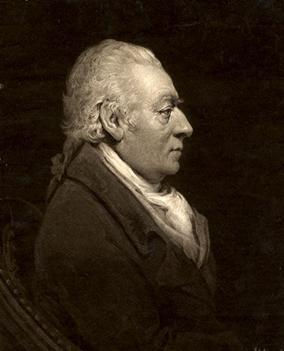
James Wyatt, anonimowy portret

Między 1764 a 1766 do projektowania parku zabrał się znakomity architekt pejzażysta angielski, Capability Brown, dla właściciela, Sambrooke’a Freemana.
Wkrótce potem architekt wnętrz, James Wyatt, udekorował nowe pomieszczenia, włącznie z biblioteką (1770–1771). On to projektował świątynie na wysepce ‘Temple Island’.
W 1771 r. Lybbe Powys oznajmiła swe zadowolenie z przeróbek w domu. Fasada została odrestaurowana ok. 1800 r. Wiadomo, że królowie Jerzy III Hanowerski i Jerzy IV Hanowerski odwiedzali ten dwór.

### XIX wiek do lat 50.

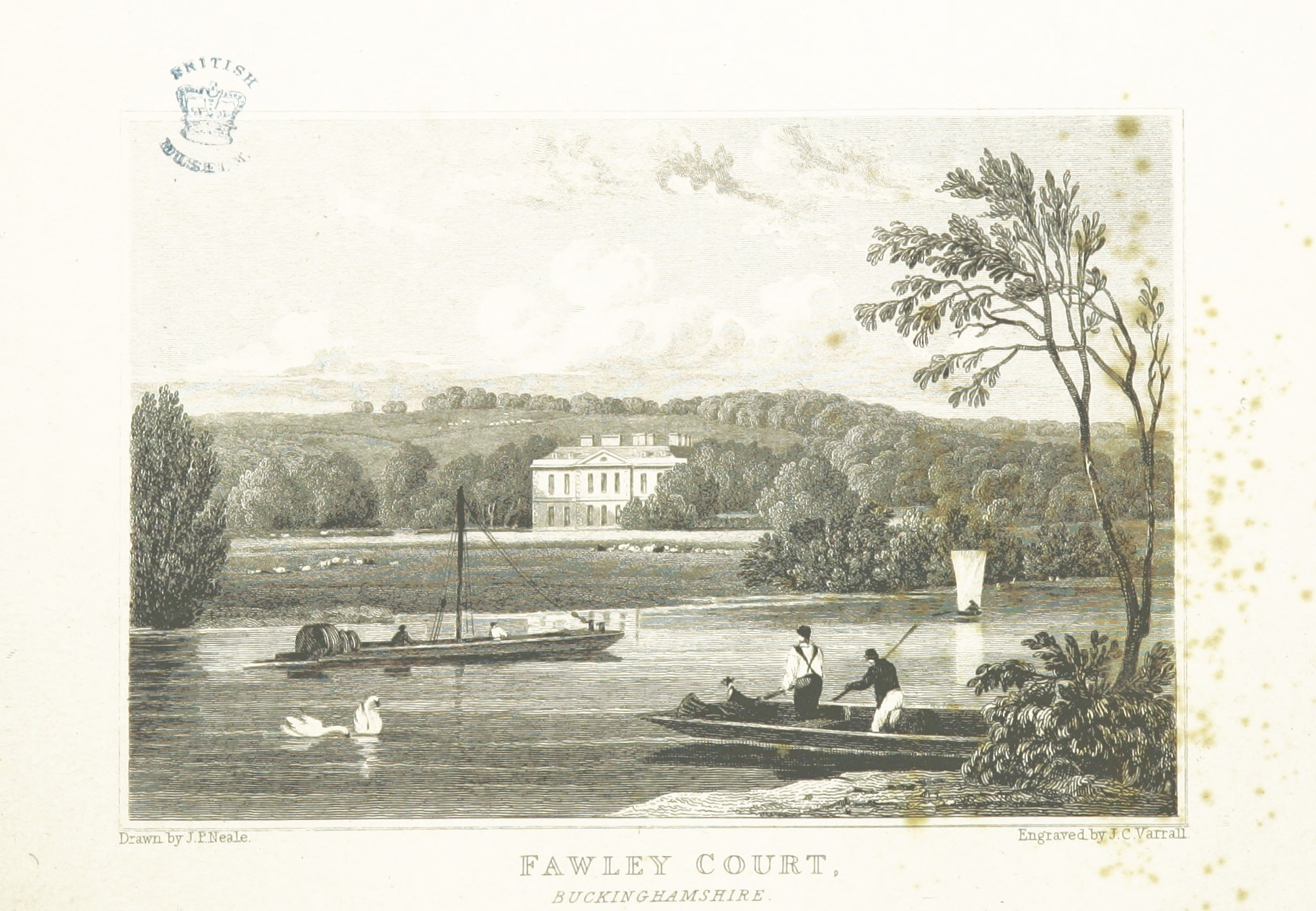
Fawley Court, Buckinghamshire w 1826 r.

Strickland Freeman, syn Sambrooke’a Freemana, pisał tu dzieła na tematy botaniczne oraz jazdy konnej i weterynarii końskiej. Był uważany za bardzo postępowego, niemal rewolucyjnego, agronomistę i gospodarza wobec swych pracowników. Strickland zmarł bezpotomnie i na tym skończyła się linia Freemanów. Posiadłość odziedziczył William Peere Williams, daleki krewny. Zgodnie z testamentem Williama Freemana, przyjął on nazwisko Freemanów. Po długich rozprawach rodzinnych w sądzie, zapadła decyzja, aby wystawić dwór na licytację.
Fawley Court został sprzedany szkockiemu bankierowi i przedsiębiorcy kolejowego, Edwarda Mackenzie w 1853 r. Po wielkich sukcesach przy budowie sieci kolejowej na terenie Francji, i po śmierci swego brata i partnera w biznesie, słynnego inżyniera Williama Mackenzie, przeniósł się do Fawley. Sam Edward Mackenzie zmarł w 1880 r. i posiadłość przeszła na jego syna, Williama Dalziel Mackenzie, który zatrudnił firmę architektów z Lancasteru, ‘Paley and Austin’ do powiększenia gmachu. W 1883 r. dodano jedno skrzydło – nie wiadomo czy zabrakło mu funduszy na budowę drugiego symetryczne skrzydła – na biuro, biliard, sale dla palących i sypialnie oraz taras wokół nowo powiększonego pałacu.
Istnieje domniemanie, iż majątek ten miał posłużyć jako inspiracja do Ropuszego Dworu w baśni Kenneth Grahame’a O czym szumią wierzby, pisanej w 1908 r.

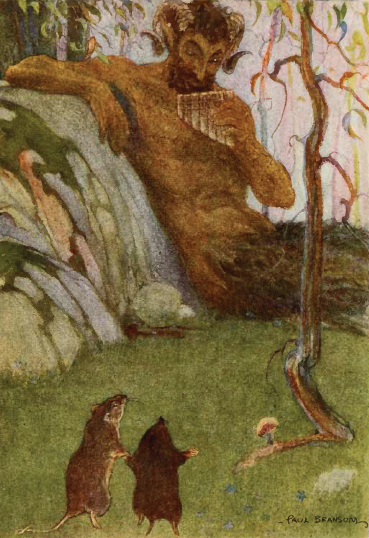
Ilustracja do książki Kenneth Grahame, pędzla Paula Bransoma (1913)

W okresie II wojny światowej Fawley Court zostało zarekwirowane przez Armię Brytyjską na trening specjalnych oddziałów. Po wojnie posiadłość była w opłakanym stanie.

## Placówka polskiej kultury

### Kolegium Miłosierdzia Bożego
W 1953 r. ten historyczny zespół pałacowo-parkowy (27 akrów) w unikalnym położeniu nad Tamizą, został zakupiony (za 5 tys. funtów i za pomocą pożyczki hipotecznej), przez zgromadzenie ojców marianów, w celu założenia katolickiego internatu (czyli prywatnej szkoły w systemie brytyjskim) dla polskiej młodzieży powojennej i dla synów uchodźców polskich, oraz kaplicy wraz z klasztorem dla księży. Fundatorami byli o. Bełch i o. Jarzębowski, obydwaj wykładowcy ze szkoły warszawskiej marianów na Bielanach. Jako zarejestrowana instytucja charytatywna według prawa angielskiego, instytucja kilkakrotnie była bliska bankructwa, ale społeczność polska zebrała się na budowę klas i budynków sypialnych oraz na utrzymywanie szkoły polskiej. Przyjmowano także uczniów angielskich oraz z zagranicy, np. z Ghany. Liczba uczniów wzrosła do 150; byli to chłopcy w wieku 9–19 lat. Starsze klasy były przygotowywane do angielskiej matury i wielu pokończyło studia uniwersyteckie w różnych resortach. Personel szkolny stanowili również nauczyciele i nauczycielki świeccy. Wśród absolwentów Kolegium są m.in. Waldemar Januszczak, znany brytyjski znawca architektury i sztuki, oraz Andrzej Suchcitz, archiwista i historyk. W 1976 r. budynki szkolne uległy zniszczeniu w pożarze, ale Polonia brytyjska i zagraniczna znów zebrała środki na ich odbudowę. Szkołę zamknięto ostatecznie w 1986 roku z powodu malejącej liczby chętnych polskiego pochodzenia. Ojcowie otworzyli wtedy centrum rekolekcyjne i konferencyjne.

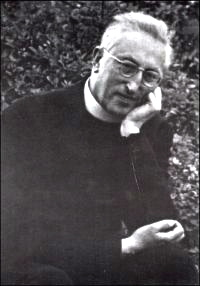
O. Józef Jarzębowski (1897–1964) współfundator Kolegium i Muzeum w Fawley Court

#### Muzeum Fawley Court
Energiczny przełożony, o. Józef Jarzębowski, miłośnik historii a szczególnie znawca powstania styczniowego, już przed wojną był zawziętym kolekcjonerem materiałów historycznych i białej broni. Szczęśliwie mógł odnowić swe zainteresowania i wystawiać cenne eksponaty we wspaniałych wnętrzach Wyatta. Szczególnie ciekawe były rzeźby: jeszcze z czasów Johna Freemana był w kolekcji fragment głównego ołtarza z Pergamonu (sprzedany na licytacji w 1985 r. przez księży), oraz marmurowe popiersie chłopięcego Kommodusa, które ks. Jarzębowski osobiście przywiózł z Meksyku w 1944 r. Rzeźba ta, z II w., była wypożyczona do Ashmolean Museum (1973–1985), ale próba jej sprzedaży w 1985 r. się nie udała. Dopiero w 2005 została zlicytowana u Christie’s w Londynie. Z czasem inni dokładali do kolekcji i powstało muzeum o międzynarodowym charakterze i znaczeniu, które zostało opisane w pracy wydanej przez Bibliotekę Narodową w Warszawie. W kolekcji były: broń z XVI–XIX w. z Europy, bliskiego i dalekiego Wschodu, francuskie, portugalskie i polskie tkaniny i arrasy z XVI–XVIII w., obrazy z włoskiego baroku, rysunki, m.in. Annibale Carracci, sztuka sakralna, oraz medale, numizmatyka i filatelistyka.

#### Biblioteka i archiwum
Księgozbiór liczył 15 tys. woluminów z XIX i XX wieku na tematy historyczne, teologiczne i geograficzne. Ponadto było 450 druków z XVI–XVIII w. z Polski i zachodniej Europy. Było 7 inkunabułów z XV w. Biblioteka posiadała pierwsze wydania kompozycji muzycznych prekursorki Chopina, Marii Szymanowskiej, teściowej Mickiewicza. Wśród ok. 250 rękopisów były autografy polskich poetów i pisarzy z lat 1815 do 1983. W archiwum mieściły się dokumenty polskich królów i papieskie bulle oraz listy od bohaterów narodowych. Była również znaczna kolekcja kartograficzna. Muzeum i biblioteka w Fawley Court byli członkami Stałej Konferencji Muzeów, Archiwów i Bibliotek Polskich na Zachodzie. We wrześniu 2002 r. Fawley Court gościło spotkanie konferencji.

### Kościół św. Anny i Kolumbarium
Przez ponad pół wieku Polonia zjeżdżała się w Fawley Court w niemal każdy weekend i przy okazjach świąt kościelnych i narodowych. Nie można przecenić pisząc o ważności i znaczenia tego miejsca dla skupiska polskiego w Wielkiej Brytanii i szerszej polskiej społeczności w utrzymaniu ducha polskości w okresie PRL-u. Z tego też powodu ks. Stanisław Albrecht Radziwiłł ufundował kościół w parku, przy grocie NMP, pod wezwaniem św. Anny, jako symbol pamięci o swojej matce, która zmarła w łagrze niedaleko Krasnojarska w 1943 roku, i jako miejsce pochówku dla własnej rodziny. Obiekt był projektowany przez polskiego architekta, Władysława Jarosza z angielskiej firmy Crabtree & Jarosz. Kościół jest w modernistycznym stylu zakopiańskim, jego poświęcenie przeprowadził biskup Władysław Rubin z Polskiej Misji Katolickiej w 1971 roku. Faktycznie, w 1976 r. ks. Radziwiłł po śmierci został tam pochowany, a następnie w 1999 roku, jego młodszy syn, ks. Antoni. Budowa została uznana przez angielskie biuro zabytków narodowych, English Heritage jako obiekt kategorii II.

### Sprzedaż obiektu
W 2008 r. polska prowincja oo. marianów miała wydać dyrektywę księżom w Anglii, aby wystawić ‘polski majątek’ w Anglii na sprzedaż. Wieść ta spowodowała zbulwersowanie społeczeństwa i Polonii w Wielkiej Brytanii i za granicą. Usprawiedliwieniem było to, że misja w Anglii została zakończona i że fundusze ze sprzedaży miałyby się przydać do działalności w innych miejscach, np. w Filipinach. Wtedy koniunktura była taka: oo. marianie wykosztowali się na budowę w Polsce największego sanktuarium w Europie w (1994–2004), prawie milion Polaków zaczął kierować swe kroki do Wielkiej Brytanii po dołączeniu do Unii, w uprzednim roku nastąpił międzynarodowy kryzys finansowy. Posiadłość Fawley Court w owym czasie została oszacowana na sumę ok. 22 milionów funtów szterlingów (30 milionów dolarów). Wszczęto kampanię ratowania unikalnej polskiej placówki. W międzyczasie Polska Misja Katolicka wyszła z propozycją przejęcia obiektu za 7 milionów funtów. Wszelkie petycje, listy i apele od polskiego społeczeństwa pozostały bez odpowiedzi. W rezultacie marianie zdecydowali się przyjąć ofertę kupna od inwestorów zarejestrowanych na wyspie Jersey (gdzie kontrola podatkowa Jej Królewskiej Mości nie obowiązuje), za 13 milionów funtów. Na skutek sprzedaży, rozpoczęła się seria procesów w sądach w Anglii i w Polsce.
W 2011 roku sprawa została rozpatrzona w wyższym sądzie administracyjnym Anglii i Walii, a potem w sądzie apelacyjnym, 'Court of Appeal of England and Wales’. Zagubienie’ oryginalnych dokumentów z lat pięćdziesiątych, w Komisji Spraw Charytatywnych, ‘Charity Commission’, skazało kampanię ratunkową na niepowodzenie.

#### Losy muzeum i biblioteki w Fawley Court
Już przed sprzedażą w (2008–2009) kolekcje Fawley Court ulegały ‘rozebraniu’ przez oo. marianów; np. rzeźby wyżej wspomniane, Kommodusa i fragment z Pergamonu zostały zlicytowane. Część zbiorów zawierająca tomy teologiczne, sztukę sakralną i dokumenty dotyczące historii Polski trafiły do Sanktuarium Marianów w Licheniu z uwagą, że tam 'będą dostępne dla większej liczby ludzi’. W Licheniu była wystawa na uczczenie 150. rocznicy Powstania Styczniowego w 2013 r. ze zbiorów z Muzeum Fawley Court. Niektóre elementy kolekcji Fawley Court miały zostać oddane ofiarodawcom, o ile jeszcze żyli. Reszta ‘zniknęła’. Oprócz utraty kulturowej samego miejsca i bezcennych zbiorów i pamiątek w Fawley Court, 31 sierpnia 2012 r. – zgodnie z umową z nowymi gospodarzami Fawley Court (i za następną ratę 3,5 miliona £) – marianie opróżnili mogiłę fundatora Kolegium Miłosierdzia Bożego i zbiorów muzealnych i bibliotecznych, o. Józefa Jarzębowskiego w parku Fawley Court. Wobec obiekcji jego rodziny i protestów ze strony Polonii i wbrew jego ostatniemu życzeniu, aby pozostać w Fawley Court, zwłoki ks. Jarzębowskiego zostały przeniesione nocą do lokalnego cmentarza w Fairmile koło Henley-on-Thames w hrabstwie Oxfordshire. Dalsze ekshumacje rodziny Radziwiłłów nastąpiły na tle powszechnego oburzenia i procesów sądowych. Kościół Św. Anny i kolumbarium zostały dekonsekrowane przez lokalnego biskupa diecezjalnego. Tak jak wpadł im ten skarb zabytkowy do rąk za prawie bezcen, tak marianie przyczynili się do całkowitego unicestwienia polskiej obecności na tym terenie. Ostatni przełożony marianów w Fawley Court został mianowany ‘Ekonomem’ w Rzymie, dla całego zgromadzenia. Angielska administracja zabytkowa przypilnowała, ażeby został budynek pokościelny. W 2015 polska prasa zainteresowała się bliżej operacjami Zgromadzenia Księży Marianów.

## Fawley Court obecnie

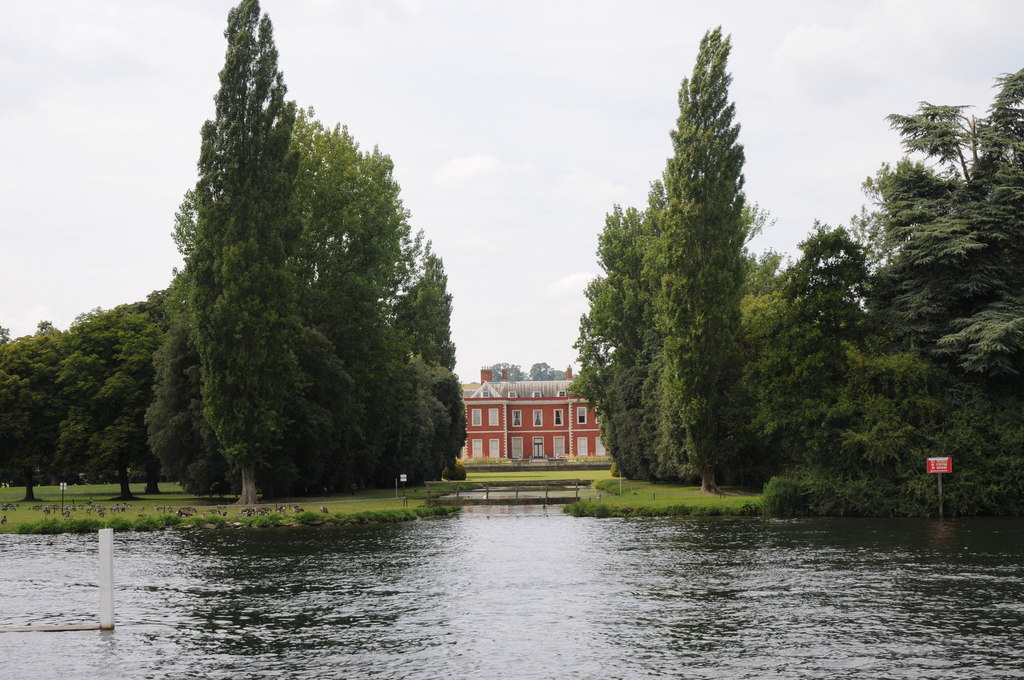
Fawley Court w 2011 r. Fot.P.Halling

Posiadłość w tej chwili jest prowadzona jako ekskluzywny klub i urządza wytworne wesela i uroczystości, jak np. w okresie zawodów wioślarskich na Tamizie, Henley Royal Regatta. Kościół Św. Anny został przemieniony na salę koncertową.

## Zabytek narodowy
Zespół pałacowo-parkowy Fawley Court jest zapisany w narodowym rejestrze zabytków, 'National Heritage List for England’ jako zabytek pierwszej kategorii.
Kościół Św. Anny jest zapisany w narodowym rejestrze zabytków, 'National Heritage List for England’ jako zabytek drugiej kategorii.